# Torrazzo
Torrazzo là một đô thị ở tỉnh Biella vùng Piedmont của nước Ý, có vị trí cách khoảng 50 km về phía đông bắc của of Torino và khoảng 13 km về phía tây nam của of Biella. Tại thời điểm ngày 31 tháng 12 năm 2004, đô thị này có dân số 204 người và diện tích là 5,8 km².
Torrazzo giáp các đô thị: Bollengo, Burolo, Chiaverano, Magnano, Sala Biellese, Zubiena.